# Kochosa fleurae
Espèce
Kochosa fleurae est une espèce d'araignées aranéomorphes de la famille des Lycosidae.

## Distribution
Cette espèce est endémique du Victoria en Australie. Elle se rencontre au Whipstick (en).

## Description
Le mâle holotype mesure 4,39 mm, les mâles mesurent de 4,39 à 5,82 mm.

## Systématique et taxinomie
Cette espèce a été décrite Framenau, Castanheira et Yoo en 2023.

## Étymologie
Cette espèce est nommée en l'honneur de la Dr Fleur de Crespigny (AIHW).

## Publication originale
- Framenau, Castanheira & Yoo, 2023 : « The artoriine wolf spiders of Australia: the new genus Kochosa and a key to genera (Araneae: Lycosidae). » Zootaxa, no 5239(3), p. 301-357.